# Canal de María Cristina (Albacete)
Canal de María Cristina es un barrio situado al noroeste de la ciudad española de Albacete. Es atravesado por el canal de María Cristina. Tiene 5841 habitantes (2012).

## Toponimia
El nombre del barrio procede del paso por su territorio del canal de María Cristina.

## Geografía

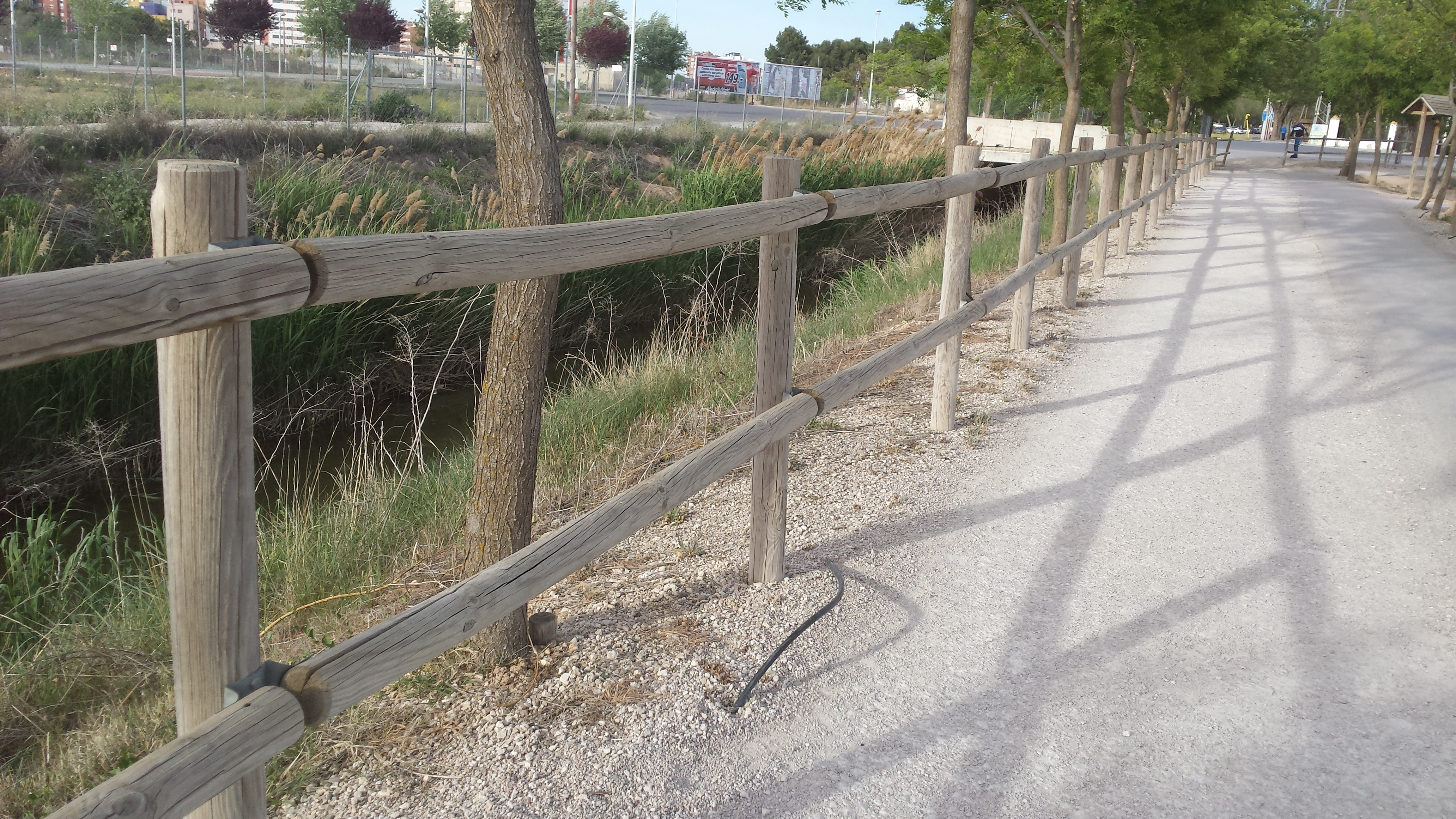
El canal de María Cristina a su paso por el barrio

El barrio está situado al noroeste de la ciudad de Albacete, en las inmediaciones del canal de María Cristina y entre las calles Virgen del Pilar, La Roda (Circunvalación) y Lérida. Limita con los barrios San Pablo al sur y Feria y El Pilar al este.

## Demografía
Canal de María Cristina tiene 5841 habitantes (2012): 2876 mujeres y 2965 hombres.

## Sanidad

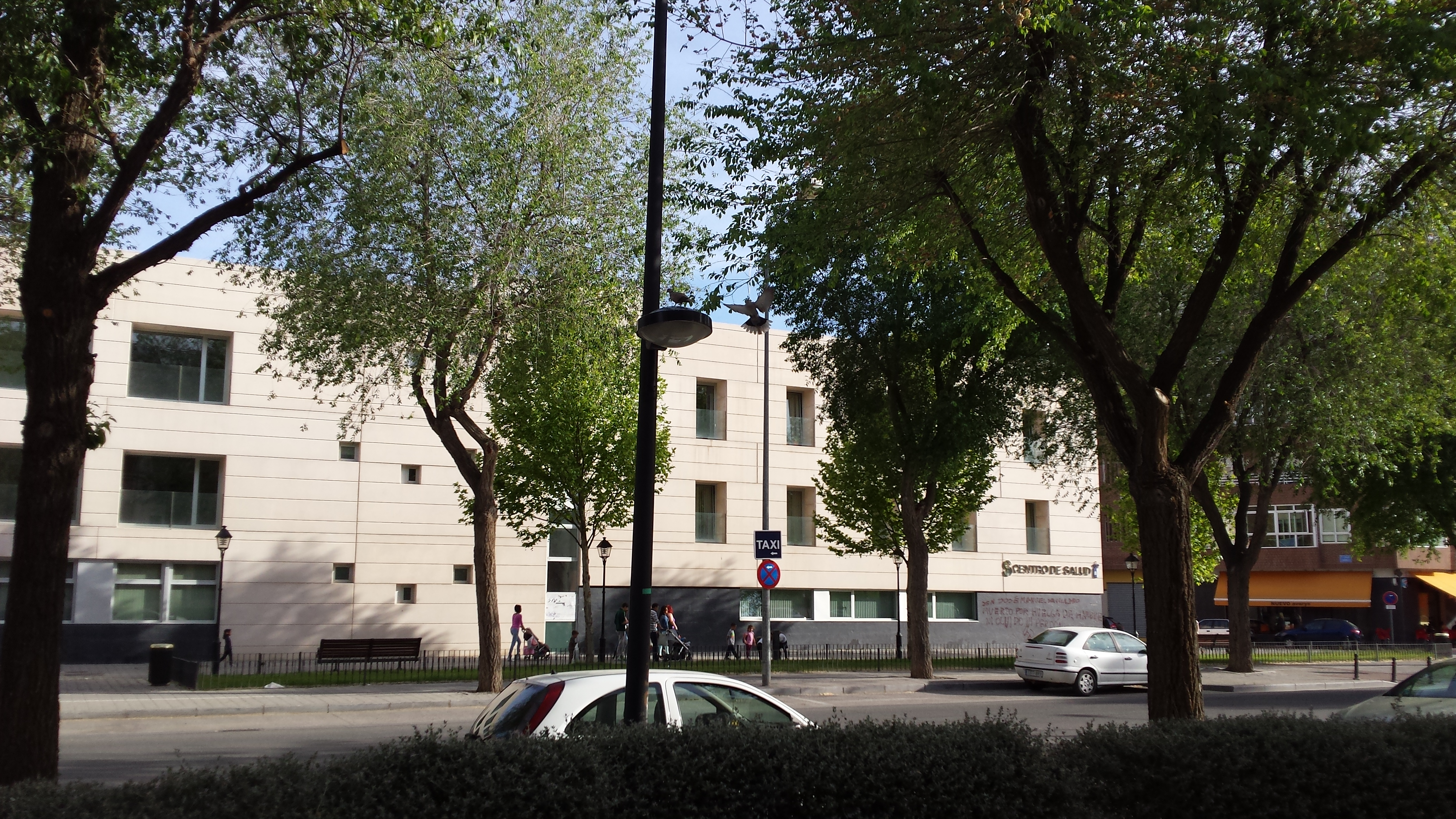
Centro de Salud Zona 7

El barrio alberga el Centro de Salud Zona 7 y un Punto de Atención Continuada del Servicio de Urgencias de Atención Primaria de Albacete.

## Transporte
El barrio queda conectado mediante las siguientes líneas de autobús urbano:
| Línea | Trayecto | Recorrido                                                        | Frecuencia                                         |
| ----- | --- | ---------------------------------------------------------------- | -------------------------------------------------- |
|       | Campus UCLM - Barrio de Vereda | Recorrido Archivado el 17 de abril de 2014 en Wayback Machine.   | 12-18 minutos                                      |
|       | Estación de Ferrocarril - Estación de Autobuses - Hospital General Universitario - Hospital Universitario Ntra. Señora del Perpetuo Socorro | Recorrido Archivado el 22 de febrero de 2014 en Wayback Machine. | 15-22 minutos                                      |
|       | Ciudad - Parque Empresarial Campollano | Recorrido Archivado el 17 de abril de 2014 en Wayback Machine.   | Salidas 7:20, 8:20, 14:40, 15:20 (desde la ciudad) |